# Sept-Forges
Sept-Forges è un comune francese di 301 abitanti situato nel dipartimento dell'Orne nella regione della Normandia.

## Società

### Evoluzione demografica
Abitanti censiti